# متلازمة ألاجيل
متلازمة ألاجيل هو اضطرابٌ وراثيٌ نادر، يؤدي إلى خللٍ في كلٍ من القلب والكبد واجهزة أخرى في الجسم مثل عيوب في الوجه وعظام العمود الفقري. وعدم تخلق القنوات الصفراوية في الكبد. أول من وصف هذه الحالة هو الدكتور ألاجيل Alagille عام 1969، لذلك سميت هذه الحالة باسمه، وفي عام 1973 قام وستون وميلر بالكتابة عن مجموعة من حالات اليرقان في المواليد مع وجود ضيق الشريان الرئوي، وفي عام 1975 قام الدكتور ألاجيل بنشر بحثه عن الصورة الكاملة لهذه المتلازمة.

## الأعراض
- اصفرار الجلد
- بياض العين
- يرقان
- الضعف وعدم زيادة الوزن
- ضعف النمو
- ذقن صغير بارز
- عينان غائرتان
- جبهة عريضة
- لون البراز فاتح مثل الصلصال
- لعدم وجود الإفرازات الصفراوية في البراز
- يكون لون البول أصفر غامق
- تضخم حجم الكبد والطحال
- تراكم الكولسترول مما يؤدي لارتفاع ضغط الدم
- عدم القدرة على امتصاص الفيتامينات الذهنية مما يؤدي للكساح وضعف التجلط
- زيادة مستوى حمض الصفراء مما يؤدي لحدوث الحكة
- عيوب خلقية في القلب، خاصة ضيق الشريان الرئوي
- شكل غير معتاد لعظام العمود الفقري، حيث يكون لها شكل الفراشة في 50% من الحالات
- تخلف عقلي بدرجات متفاوتة
- صغر حجم الخصية عند الذكر نتيجة ضعف الهرمونات الجنسية
- مشاكل في الكلى
- مشاكل في العيون في 75% من الحالات
- الإصابة بمرض السكري نتيجة لفشل البنكرياس
- جلطات دماغية

## الأسباب
السبب الرئيسي بالإصابة بهذه المتلازمة، هو تحول في الجين (J AG1) يسبب متلازمة الاجيل.
حيث أن هذا الجين مسؤول عن ابلاغ الاشارت بين الخلايا المتجاورة خلال التطور الجنيني.
تعطيل هذه الاشارت عن طريق خلل في الجين (J AG1) سوف يؤدي إلى أخطاء في التطور وخاصة في القلب والاقنية الصفراوية والعمود لفقري ومعالم الوجه. أيضًا في هذه المتلازمة تحدث زيادة في إنتاج الصفراء في الكبد، ويسبب ذلك ندبا في الكبد، وبالتالي خلل في قيامه بعمله في إزالة الفضلات من مجرى الدم.

## العلاج
لا يوجد علاج معروف لمتلازمة ألاجيل. وتهدف معظم العلاجات المتوفرة في تحسين أداء القلب والحد من آثار ضعف وظائف الكبد. ومن أساليب معالجة الأعراض هي:
- الأدوية: تستخدم العديد من الأدوية لتحسين تدفق الصفراء وتقلبل الحكة مثل لتحسين تدفق الصفراء وتقليل الحكة (حكة): ursodiol يوروسوديل، هيدروكسيزاين، الكولسترامين، ريفامبيسين، والفينوباربيتال، وجميعها تستخدم بدرجات متفاوتة.

وكثير من المرضى متلازمة ألاجيل يعطون جرعة عالية من الفيتامينات مثل ADEK (استمرار مستويات عالية من الفيتامينات A، D، E، K و).
- الجراحة: تتدخل الجراحة لتصحيح تشوهات في القلب، أو عند القيام بعملية القثطرة لتوسيع الشرايين المتضيقة نتيجة المتلازمة لتخفيض الضغط على صمامات الضخ القلبية. وذلك قد يحتاج المريض إلى زرع الكبد، يمكن ان يكون حلا بديلا عن المعالجة بالأدوية في الحالات الخطيرة من المتلازمة.